# کبیرهات
کبیرهات (به لاتین: Kabirhat) یک منطقهٔ مسکونی در بنگلادش است که در ناحیه نواکهلی واقع شده‌است. کبیرهات ۱۸۵٫۲۵ کیلومتر مربع مساحت و ۱۹۶٬۹۴۴ نفر جمعیت دارد.